# Хасан ибн Яхья
Сейф аль-Ислам Хасан ибн Яхья ибн Мухаммед Хамид ад-Дин (араб. العربية‎; 1908, Сана, Османский Йемен — 13 июня 2003, Джидда, Саудовская Аравия) — йеменский государственный деятель, премьер-министр Королевства Йемен (1948—1955).

## Биография
Был третьим по старшинству из четырнадцати сыновей короля Яхьи Мухаммада Хамида ад-Дина.
До убийства короля Яхьи в феврале 1948 г. занимал пост губернатора провинций Ибб, Сана и Ходейда (1938—1948).
Во время попытки государственного переворота в 1948 года, сыграл важную роль в сплочении лояльных династии сил на стороне Ахмеда..
С апреля 1948 года по июнь 1955 г. занимал пост вице-короля и премьер-министра Королевства Йемен. После попытки государственного переворота младшего брата Абдуллы он был отправлен в отставку в связи с подозрениями в поддержке попытки государственного переворота.
С 1955 по 1962 г. являлся постоянным представителем Королевства Йемен при ООН. В данной должности принц Хасан, используя трибуну ООН, энергично отстаивал интересы страны. Так, 23 января 1958 года принц Хасан заявил, что 30 декабря британские войска совершили новую атаку на территорию страны к северу от Адена. Протестуя против действии британцев, принц Хасан направил меморандум генеральному секретарю Дагу Хаммаршёльду.

## Свержение монархии и гражданская война
27 сентября 1962 года, военные части под руководством полковника Абдаллы ас-Саляля осуществили переворот и свергли традиционный имамат, который существовал в этом регионе либо в качестве независимой политической единицы, либо под формальным османским суверенитетом более 1000 лет.
После свержения монархии в сентябре 1962 года, 28 сентября принц Хасан отправился в горы на севере страны, а потом, 30 сентября перебрался в Саудовскую Аравию. Отсюда он призывал к восстанию против республиканских властей и "египетских захватчиков". Принц Хасан заявил, что восстание было организовано небольшой группой армий без народной поддержки, и пообещав подавить его. Естественно, Хамидаддины стремились восстановить монархию в Йемене, но общепризнано, что без поддержки Саудовской Аравии йеменские роялисты никогда не смогли бы оказать существенное сопротивление республиканскому правительству, не говоря уже о том, чтобы поддерживать его более семи лет. Тоже можно сказать и про республиканское правительство, пользовавшейся массивной военно-политической поддержкой Египта.
Однако, прежде чем принц Хасан уехал из Нью-Йорка, Иордания поручила своему представителю в ООН передать свое признание аль-Хасана. Принц Хасан, сделал остановку в Лондоне, заявил: «Я наведу порядок в Йемене. Народ восстанет против революционеров». Северойеменские племена, поддержавшие аль-Хасана, стремились восстановить имамат и монархию Хамидаддинов.
30 сентября аль-Хасан прибыл в Саудовскую Аравию, а 5 октября, заручившись поддержкой короля Сауда ибн Абдул-Азиз Аль Сауда, он объявил о создании роялистского правительства в изгнании. Без промедления он начал посылать принцев королевской семьи к северным йеменским племенам, чтобы они предлагали золото и оружие в обмен на их лояльность. В начале октября Иордания направила миссию в Джидду, чтобы оказать военную поддержку йеменским роялистам. Иордания организовала поставки вооружения йеменским роялистам.
28 сентября по решению новых властей были казнены 10 бывших правительственных чиновников, в том числе бывший министр иностранных дел Хасан бин Абрахим. Абдалла ас-Саляль приказал казнить принцев свергнутой династии, но ему не удалось захватить принца аль-Хасана, одного из самых опасных врагов нового республиканского режима.
Сразу после переворота, принц Хасан ибн Яхья был провозглашен новым королем Йемена, однако, после того, как стало известно о том, что свергнутый король Мухаммад аль-Бадр выжил в результате военного переворота, 16 октября, принц Хасан отказался от своих претензий на трон и признал аль-Бадра законным монархом страны.
Примечательно, что до прояснения информации о судьбе свергнутого имама аль-Бадра, Саудовская радиостанция «Мекка» сообщила: «100 000 йеменских воинов готовы поддержать короля Хасана». В ответ Абдалла ас-Саляль заявил: «Мы готовы к войне. Если необходимо, мы перенесем войну и в Саудовскую Аравию».
8 октября 1962 года источники йеменских роялистов в Иордании сообщили, что Вади Ахмед аль-Сиаги направился в Северный Йемен, чтобы присоединиться к принцу Хасану.
12 октября министр иностранных дел «старого режима» заявил, что силы роялистов захватили трех советских офицеров, которые по его утверждению, помогали повстанцам захватить власть 27 сентября.
В середине октября 1962 года, по сообщению египетского ближневосточного агентства, имам аль-Бадр, получивший во время анти-монархического переворота серьезную травму ноги, в настоящее время находится в американской больнице в Дахране. По сообщению «Радио Аммана», имам аль-Бадр послал иорданскому королю Хусейну I послание, чтобы осудить вмешательство Насера во внутренние дела Йемена и обратиться к международным организациям и Лиге арабских государств. С другой стороны, по сообщению египетской газеты «Аль Ахрам», аль-Бадр заявил, что отказывается от любой политической деятельности. Имаму аль-Бадру пришлось приложить большие усилия, чтобы получить юридическое признание его существования, поскольку среди членов Лиги арабских государств восемь стран уже установили отношения с республиканским правительством, а две, Саудовская Аравия и Иордания, признали новым королем Йемена его дядю, принца Хасана. В это же время, с целью внести еще большее замешательство, Египет распространил информацию, что сам принц Хасан был убит на фронте в Марибе и похоронен под протекторатом Лахедж.
В период Гражданской войны в Северном Йемене многие члены королевской семьи принимали активное участие в борьбе с республиканским правительством. Принц Хасан занимал пост премьер-министра правительства в изгнании (1962—1967 и 1969—1970). Вице-премьер-министром роялистского правительства был принц Абдул-Рахман бин Яхья, являвшийся также одним из командиром роялистских сил.
Роялисты прибегали к тактике изматывания врага. По мнению роялистских командиров, как только они попытаются захватить Сану, то египтяне будут бомбить город. Как заявил принц Хасан «… наша нынешняя тактика – окружить города, не входя в них. Это спасает мирное население от больших потерь. Это продлевает войну, но не помешает нам достичь нашей конечной цели…».
15 сентября 1964 года представитель йеменских роялистов в США Бушрода Ховард призвал Соединенные Штаты возложить на Объединенную Арабскую Республику ответственность за выполнение ее нового соглашения с Саудовской Аравией о будущем Йемена. Бушрод Ховард, выступая от имени «правительства Королевства Йемен», которое Соединенные Штаты больше не признавали, назвал соглашение «третьей и наиболее реалистичной попыткой» положить конец боевым действиям в Йемене. По словам Ховарда, роялисты всегда признавали необходимость заключения перемирия, чтобы позволить египетским вооруженным силам осуществить «достойный вывод» своих военных частей из Йемена. После такого ухода, добавил он, роялисты были согласны на проведение плебисцита о форме правления. По словам Ховарда, страны помимо Саудовской Аравии и особенно Соединенные Штаты должны предупредить Каир, что нарушение нового соглашения приведет к серьезным и немедленным санкциям. Причиной прохладного отношения Вашингтона к принцу Хасану являлось то, что во время пребывания в должности представителя Йемена в ООН, он обычно голосовал против США и вместе с советским блоком.
В марте 1967 года новое соглашение о формировании антиегипетского фронта между йеменскими роялистами и диссидентами-республиканцами вызывало разногласия в рядах роялистов, хотя оно было одобрено ведущими членами королевской семьи.
В августе 1967 года принц Хасан аль-Хусейн, командующий сил роялистов, заявил, что русские в египетской униформе находятся в Йемене, укомплектовывая артиллерию. Он утверждал, что несколько советских солдат были убиты. В начале декабря, когда начиналась осада Саны, роялисты утверждали, что сбили капитана советского ВВС, летевшего на МиГ-17 и получившего указания от советского министерства обороны. От полученных ран пилот умер. Государственный департамент США сообщил, что это утверждение было "в основном правильным", хотя руководство ЙАР и СССР сразу же его опровергли. По некоторым данным, советские пилоты были быстро заменены сирийскими и другими арабскими пилотами, включая некоторых йеменских пилотов, которые проходили обучение в Советском Союзе.
Одной из целей советских советников могло быть противодействие попыткам переговоров, которые могли привести к урегулированию с роялистами; урегулирование могло только уменьшить зависимость республиканцев от СССР (что действительно имело место после окончания войны). В начале 1966 года, когда соглашение в Джидде было на грани развала, «The Times» сообщила, что советские советники в Йемене призывали режим не идти на компромисс с роялистами.
2 сентября 1967 года первая реакция роялистов на соглашение по Йемену была зафиксирована в Бейруте, где 23-летний принц (эмир) Хасан эль-Хусейн, «командующий восточным сектором», в сопровождении Мохаммеда Вазира (государственный министр иностранных дел роялистского правительства) и представителя роялистов в США Бушрода Ховарда, принял трех представителей иностранной прессы, с которыми принц поделился своими впечатлениями о соглашениях короля Фейсала и Гамаля Насера. Эмир, выступавший от имени своего дяди имама аль-Бадра, настаивал на том, что его правительство не может согласиться ни на какое урегулирование йеменского конфликта, независимо от его содержания и условий, если египетские экспедиционные силы не покинут Йемен. Принц добавил «после вывода египетских сил, мы можем рассмотреть решение конфликта». Но до тех пор сторонники имама отказываются подписаться под каким-либо соглашением. Одним словом, роялисты хотели проверить добросовестность египтян, прежде чем инициировать мирный процесс, который положит начало процессу разрядки и нормализации. Эмир Хасан эль-Хусейн утверждал, что «боевые действия в Йемене никогда не прекращались и что в течение последних двух недель они возобновились в очень широком масштабе». Сообщалось, что в конце октября в Арине произошло сражение, «в котором, по его словам, от ста до двухсот советских солдат сражались вместе с несколькими сотнями египтян». Со слов роялистов, советы потеряли 18 солдат. Согласно утверждению эмира, Москва собиралась создать военно-морскую базу в Мохе и военный тренировочный лагерь для партизан «Фронта за освобождение оккупированного Южного Йемена», которые возглавляла борьбу в Федерации Южной Аравии. В конце концов эмир заявил, что в республиканском секторе есть много китайских специалистов, но они заняты мирными задачами, такими как ремонт и улучшение дорог и установка ткацких фабрик.
27 июля 1969 года высокопоставленный член бывшей правящей семьи – принц Абдулла бен Хасан, который являлся важным командиром йеменских роялистов, был убит в боях с республиканцами.
После подписания мирного договора, который установил амнистию для роялистов, в марте 1969 г. вместе с имамом аль-Бадром покинул Йемен.
Умер в изгнании в Джидде и похоронен в Медине. Имел титул Сейф аль-Ислам.

## Награды и звания
Был награжден Большим крестом ордена «За заслуги перед Итальянской Республикой» (1953).